# 薩皮埃哈宮 (利沃夫)

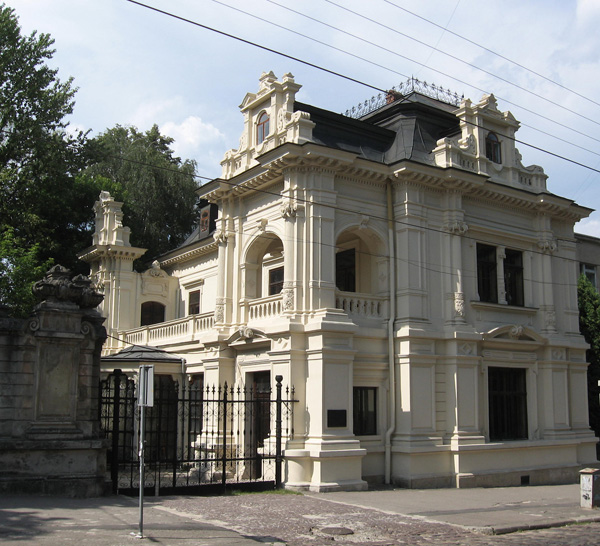
薩皮埃哈宮

薩皮埃哈宮是位於烏克蘭利沃夫的一座建築，共有兩層，修建於1870年代。薩皮埃哈宮的第一位主人是亞當·薩皮埃哈，他也是加利西亞地區的鐵路先驅。蘇聯時期薩皮埃哈宮曾被蘇聯政府徵用，作為學校使用。現在薩皮埃哈宮作為古蹟得到保護。